# The Italian Job
 The Italian Job és una pel·lícula estatunidenca de F. Gary Gray estrenada el 2003. Aquesta pel·lícula és un remake bastant lliure d'Un treball a Itàlia de Peter Collinson estrenada el 1969.

## Argument
Charlie Croker i el seu equip preparen un atracament perfecte a Venècia. Tot passa com estava previst però és sense comptar la presència d'un traïdor entre ells. Steve els amagarà els lingots i matarà el degà del grup, John Bridger, especialista dels cofres forts que era un pare per a tots. Després d'haver passat per morts durant molts mesos, trobaran la pista de Steve a Califòrnia…

## Repartiment
- Mark Wahlberg: Charlie Croker
- Charlize Theron: Stella Bridger
- Donald Sutherland: John Bridger
- Jason Statham: «Rob»
- Seth Green: Lyle «Napster»
- Mos Def: «Left Ear»
- Edward Norton: Steve Frezelli
- Franky G.: « Wrench »
- Kelly Brook: promesa de Lyle

## Banda original
- The Wreckoning - Boomkat
- Money - Pink Floyd
- ABC - Jackson 5
- Heartbreaker - Pat Benatar
- Pedal to the Metal - Kazzer
- Girls and Posse Surf - Paul Haslinger
- To Get Down - Timo Maas
- Bloody Fingers - Jet Black Summer
- Fire - Ohio Players
- California Soul - Marlena Shaw
- Go (Pete Lorimer Mix) - Andy Hunter
- The Jump Off - Mos Def
- Music and Wine - Blue Six
- Sunbeams - UKO
- Saboteur - Amon Tobin
- Where's My Truck - Reinhold Heil and Johnny Klimek
- Go - Andy Hunter

## Al voltant de la pel·lícula
- Quan l'equip fa explotar la carretera per enxampar el camió que transporta els lingots, es pot veure Spiderman enmig de la multitud.
- Els vehicles que es poden veure són mini cooper. El més poderós és el de Stella, es tracta d'un mini cooper S vermell, els actors principals han efectuat un curs accelerat de conducció i han realitzat ells mateixos algunes escenes de risc, com el descens per les escales del metro, dirigida amb minis elèctrics que no existeixen al catàleg.
- Quan Steve arriba en helicòpter per vigilar la transferència dels lingots, sobrevola el pujol on és inscrit el nom de Hollywood. Sobre la primera seqüència, es pot veure que l'"H" i la " O " estan invertides.